# Hanns Kräly
Hanns Kräly (16. januar 1884 – 11. november 1950) var en tysk skuespiller og manuskriptforfatter.
Hans vigtigste samarbejder var med instruktør Ernst Lubitsch, og de arbejdede sammen på 30 film mellem 1915 og 1929.
Kräly var nomineret til tre Oscar. Han vandt en Oscar for bedste filmatisering med Patriot i 1930.
Han var også nomineret for Hendes sidste Bedrift i 1930. Han var også nomineret til en Oscar for bedste originale manuskript i 1937 for filmen 100 Mand og een Pige.